# 196 Philomela
Asteroidul 196 Philomela se află în centura principală și a fost descoperit de Christian Peters la 14 mai 1879.

## Caracteristici
Asteroidul are un diametru mediu de circa 136,39 km. Prezintă o orbită caracterizată de o semiaxă majoră egală cu 3,1126796 UA și de o excentricitate de 0,0219947, înclinată cu 7,26127° față de ecliptică.

## Denumirea asteroidului
Numele asteroidului este dedicat Philomelei, din mitologia greacă sora lui Procne și fiica lui Pandion, regele Atenei.